# Stone Ocean
Stone Ocean (ストーンオーシャン?, Sutōn Ōshan) è la sesta parte del manga Le bizzarre avventure di JoJo di Hirohiko Araki, pubblicata su Weekly Shōnen Jump dal 1999 al 2003.
La serie è ambientata negli Stati Uniti d'America e racconta le avventure di Jolyne Kujo, giovane figlia di Jotaro Kujo, che rimane vittima di un complotto ordito da un vecchio alleato di Dio Brando, finendo rinchiusa in un carcere di massima sicurezza in Florida. Si tratta dell'unica serie del manga nella quale il protagonista è di sesso femminile.

## Trama
Ambientato in Florida, la storia segue la figlia di Jotaro Kujo, Jolyne, che viene incastrata per un omicidio e finisce nella prigione di Green Dolphin Street. Tuttavia, un amuleto contenente la testa della Freccia di suo padre le permette di sbloccare un suo Stand, Stone Free. Jotaro viene presto a trovarla e la informa che un seguace di Dio Brando l'ha incastrata in modo da poterla uccidere in prigione e la esorta a scappare. Questo piano va storto quando uno Stand chiamato Whitesnake usa il suo potere per rimuovere Stand e ricordi di Jotaro, sotto forma di dischi. Jotaro sprofonda in uno stato di morte, e Jolyne deve in qualche modo trovare un modo per recuperare i dischi dal portatore di Whitesnake, il misterioso cappellano della prigione Enrico Pucci. Lungo la strada, si fa alleati come Emporio Alniño, un ragazzo la cui defunta madre lo ha dato alla luce in carcere; Ermes Costello, una detenuta alla ricerca dell'assassino della sorella e Narciso Anasui, che presto cade in un amore non corrisposto per Jolyne. Il più notevole dei suoi alleati è Weather Report, un amnesico come Jotaro in quanto Pucci ha rubato i suoi ricordi, anche se conserva il suo Stand per il controllo del tempo atmosferico, chiamato anch'esso Weather Report. Incontra anche Foo Fighters, una massa di plancton che è stato reso senziente da Whitesnake e ha assunto l'aspetto umano di una detenuta recentemente deceduta, che diventa un alleato fondamentale.
Pucci conosceva e idolatrava Dio qualche tempo prima che si verificassero gli eventi di Stardust Crusaders, che gli parla del "Paradiso" e di come creare un "mondo perfetto". Pucci quindi procede con il suo piano per realizzare questo "mondo perfetto", che implica l'assorbimento dei resti delle ossa di Dio sotto forma di un omuncolo verde e l'arrivo in un luogo predestinato nella notte della luna nuova.
Qualche tempo dopo la morte di Foo Fighters per mano di Pucci; Jolyne, Ermes ed Emporio scappano di prigione alla ricerca del prete, mentre Anasui e Weather Report (restati in carcere) scappano all'inseguimento di Jolyne. Riescono a inviare entrambi i dischi di Jotaro alla Fondazione Speedwagon e la "resurrezione" di Jotaro inizia rapidamente. Durante una battaglia con Donatello Versus, uno dei figli di Dio, a Weather Report viene restituito il disco della memoria, scoprendo così che il suo vero nome è Wes Bluemarine e che Pucci è in realtà il suo fratello gemello perduto da tempo. Con i suoi ricordi, Weather Report scatena i veri poteri del suo Stand sul mondo e affronta Pucci in combattimento. Weather Report viene infine ucciso e Pucci prosegue per Cape Canaveral in tempo per la luna nuova.
Jolyne e compagnia raggiungono Pucci ma tutto sembra perduto quando si trovano di fronte alla prossima evoluzione del suo Stand, C-Moon. Jotaro arriva appena in tempo e difende Jolyne e compagnia da Pucci. Tuttavia, Pucci sopravvive e si rende conto di poter usare C-Moon per replicare le condizioni gravitazionali richieste per il suo piano. Sbloccando la sua evoluzione finale, Made in Heaven, Pucci accelera il tempo stesso provocando la rapida accelerazione del mondo intorno a lui e al gruppo Joestar. Così facendo, manovra Stone Free per uccidere Anasui, accorcia notevolmente il tempo di arresto di Star Platinum e, dopo aver salvato Jolyne dall'attacco del cappellano, Jotaro ed Ermes vengono uccisi di fronte a Emporio. Jolyne si sacrifica per salvare Emporio e fermare Pucci, ma quest'ultimo sopravvive.
Gli effetti finali di Made in Heaven sono completati quando il tempo accelera fino alla fine dell'universo, portandone uno parallelo al suo posto, dove tutti gli esseri umani sopravvissuti hanno una comprensione precognitiva delle azioni fatali nelle loro vite; tutti gli esseri umani deceduti diventano versioni simili di se stessi. Pucci, che credeva che una tale conoscenza del proprio destino avrebbe portato la felicità di tutte le persone, procede a dare la caccia a Emporio per assicurarsi che il futuro non cambi. Mentre sta per uccidere Emporio, cambia inavvertitamente il destino quando Made in Heaven spinge il disco di Weather Report nella testa di Emporio. Sebbene Pucci acceleri ancora una volta il tempo, Emporio è in grado di utilizzare Weather Report per aumentare la concentrazione dell'ossigeno intorno a lui, causando sia a lui che a Pucci un avvelenamento. Pucci supplica Emporio di non ucciderlo, ma Emporio usa Weather Report per schiacciargli la testa. L'universo giunge di nuovo alla sua fine e si forma un altro universo parallelo, senza gli effetti precognitivi dell'universo di Pucci.
All'interno del nuovo universo, Emporio incontra una giovane donna che sembra essere identica a Ermes, e una coppia in un'auto, che assomiglia a Jolyne e Anasui, si presenta come Irene e Anakiss. Offrono un passaggio a Emporio e alla nuova Ermes mentre si dirigono dal padre di Irene. Irene spinge Anakiss a prendere un altro autostoppista che ha una sorprendente somiglianza con Weather Report mentre si allontanano sotto la pioggia.

## Personaggi

### Protagonisti

#### Jolyne Kujo
Jolyne Kujo (空条 徐倫?, Kujō Jorīn) è la protagonista della serie. Jolyne è la figlia di Jotaro Kujo e il suo stand è Stone Free (ストーン・フリー?, Sutōn Furī). Cresciuta senza l'amore del padre, ha vissuto la sua adolescenza combattuta tra il godersi la spericolata vita giovanile e il sognare, seppur continuamente illudendosi, una vita tranquilla con la sua famiglia al completo. In un pomeriggio d'ottobre, però, la sua vita viene completamente stravolta e la sua pace viene annientata. Un tragico omicidio involontario la vedrà coinvolta indirettamente e, dopo una serie di inganni e manipolazioni, si ritroverà nella cella di Green Dolphin Street, dove una nuova vita e un nuovo potere le faranno segnare definitivamente la storia della sua famiglia, la quale porta radici ben lontane: è lei la sesta erede del titolo che i suoi antenati, i Joestar, hanno portato con onore fino ad oggi. Nell'adattamento animato è doppiata da Fairouz Ai in giapponese e da Maddalena Vadacca in italiano.

#### Hermès Costello
Hermès Costello (エルメェス・コステロ?, Erumēsu Kosutero) è una detenuta del carcere di Green Dolphin Street che stringe amicizia con Jolyne. Quando aveva diciassette anni, sua sorella maggiore Gloria venne notata da un venditore di auto omicida chiamato Sport Max, che la uccise. Infuriata, Hermès si fece volutamente arrestare, con l'intenzione di rintracciare Sport Max in prigione. Rimasta in terapia intensiva dopo la battaglia con Sport Max, non compare più fino a che Jolyne non fugge dal carcere. Nella battaglia contro Pucci è una degli ultimi a cadere. Il suo stand è Kiss (キッス?, Kissu), in grado di produrre un adesivo: ciò su cui viene attaccato viene duplicato, se viene colpito le copie si ricongiungono all'originale con violenza autodanneggiandosi. Nell'adattamento animato è doppiata da Mutsumi Tamura in giapponese e da Jenny De Cesarei in italiano.

#### Emporio Alniño
Emporio Alniño (エンポリオ・アルニーニョ?, Enporio Arunīnyo) è il figlio di una detenuta innominata del carcere di Green Dolphin Street. Il suo stand Burning Down the House (バーニング・ダウン・ザ・ハウス?, Bāningu Daun Za Hausu) gli permette di utilizzare "oggetti fantasma", come una stanza nascosta nel carcere di Green Dolphin che rappresenta un luogo andato distrutto in un incendio. Permette di riportare al mondo gli oggetti che sono andati distrutti nella stanza, i quali sono indistruttibili fintantoché vi si trovano dentro. Pucci non è a conoscenza dell'esistenza di Emporio, che dà agli eroi un vantaggio momentaneo. Mentre si trova in prigione si rivela un alleato significativo e utile per Jolyne e Hermès, oltre ad introdurre alle due Anasui e Weather, fornendo loro tutte le informazioni sulle persone, i nemici da combattere, e persino la prigione stessa. Unico sopravvissuto alla battaglia contro Pucci, sarà proprio lui ad uccidere l'avversario grazie allo stand di Weather Report. Nell'adattamento animato è doppiato da Atsumi Tanezaki, in italiano è doppiato da Sebastiano Tamburrini.

#### Foo Fighters
Foo Fighters (ー・ファイターズ?, Fū Faitāzu) è un agglomerato di plancton senziente creato accidentalmente da Pucci e posto di guardia dei dischi contenenti gli stand rubati dal prete. Tale agglomerato ha preso possesso del corpo di una ragazza chiamata Etro, in precedenza maltrattata da tutti in carcere. Sconfitto da Jolyne, passerà dalla sua parte. Grazie alla sua abilità può rigenerare rapidamente le ferite del suo "corpo" finché ha dell'acqua a disposizione (senza acqua rischia di morire) e può arrivare a sparare piccole parti di sé stesso come proiettili. Può controllare l'acqua entro cui ha inserito parti di sé. Verrà ucciso da Pucci nel tentativo di recuperare il disco contenente la memoria di Jotaro. Nell'adattamento animato è doppiato da Mariya Ise, in italiano è doppiato da Ermanno Giampietruzzi.

#### Weather Report
Weather Report (ウェザー・リポート?, Wezā Ripōto) misterioso detenuto che vive nella stanza fantasma di Emporio, non ricorda inizialmente nulla sul suo passato, per tanto viene chiamato col nome del suo stand, appunto Weather Report, che gli dona la capacità di controllare completamente il clima, dalla concentrazione dei gas dell'atmosfera al punto da poter alterare la luce fino a creare potentissimi effetti subliminali che causano la trasformazione degli esseri viventi in lumache, ad esclusione di quelli privi di vista (questo potere ha il nome di Heavy Weather). Si scopre successivamente che il suo vero nome è Wes Bluemarine (ウェス・ブルーマリン?, Wesu Burūmarin), e che la sua vera identità è quella di Domenico Pucci (ドメニコ・プッチ?, Domeniko Putchi), fratello gemello di Enrico Pucci separato da lui dalla nascita. Recuperati i suoi ricordi, affronta il fratello venendo ucciso da questi. Prima di morire riesce comunque ad estrarre il suo stand sotto forma di disco come dono per Jolyne. Tale disco verrà poi utilizzato da Emporio nella lotta contro Pucci. Nell'adattamento animato è doppiato da Yuichiro Umehara in giapponese e da Claudio Moneta in italiano.

#### Narciso Annasui
Narciso Annasui (ナルシソ・アナスイ?, Narushiso Anasui) è un detenuto del carcere di Green Dolphin Street che vive nella stanza fantasma di Emporio. Rinchiuso in prigione dopo aver ucciso la sua fidanzata e il suo amante, si innamora follemente di Jolyne, e in seguito alla sua fuga si allea con Weather per rintracciarla. Il suo stand è Diver Down (ダイバー・ダウン?, Daibā Daun) e gli permette di attraversare qualunque superficie e modificarne la struttura. Colpendo un corpo solido, l'oggetto assorbirà l'energia cinetica per liberarla quando viene toccato. Nell'adattamento animato è doppiato da Daisuke Namikawa, in italiano è doppiato da Federico Viola.

### Antagonisti

#### Enrico Pucci
Enrico Pucci (エンリコ・プッチ?, Enriko Putchi) è il nemico principale della serie. Ricopre il ruolo di cappellano del carcere di Green Dolphin Street, ed è inoltre un fedele seguace di Dio Brando. Il suo stand è Whitesnake (ホワイトスネイク?, Howaitosuneiku), che gli consente di rubare gli spiriti e i ricordi delle persone, anche gli Stand, sotto forma di compact disc che possono essere inseriti liberamente in altre persone e oggetti. Ha fatto in modo che Jolyne fosse imprigionata in modo tale da attirare il padre e poter estrarre i suoi ricordi. Invierà poi parecchi portatori di Stand ad eliminare Jolyne e i suoi compagni rimanendo sempre nascosto nell'ombra. Dopo essersi fuso con un bambino verde nato da un osso di Dio, Pucci lascerà il carcere e si recherà a Cape Kennedy per adempiere il piano di Dio. A tale scopo recluterà i figli di quest'ultimo e ucciderà il fratello Weather, che nel frattempo aveva recuperato i suoi ricordi. Pucci in seguito evolverà il suo stand in C-Moon (C-MOON?, Shī Mūn), in grado di manipolare la gravità, e infine in Made in Heaven (メイド・イン・ヘヴン?, Meido In Hēvun) che può accelerare il tempo a tal punto da resettare l'universo, tutto per mettere il mondo in un ciclo infinito di eventi in cui tutti conoscono il loro destino e dove non è mai stata creata la stirpe dei Joestar, stato che lui crede essere il Paradiso. Tuttavia, Pucci viene ucciso da Emporio tramite lo stand di Wheater Report prima che il suo nuovo universo possa essere reso permanente, e nell'universo risultante, la linea di sangue Joestar è intatta (compresi i membri che aveva ucciso) mentre Pucci stesso non è mai esistito. Nell'adattamento animato è doppiato da Tomokazu Seki, in italiano è doppiato da Massimiliano Lotti.

#### Neonato verde
Il neonato verde (緑色の赤ちゃん?, Midori-iro no aka-chan) è un essere mostruoso nato da un osso di Dio Brando e dallo stand di Sports Max attraverso il sacrificio di trentacinque detenuti. Il suo stand Green, Green Grass of Home (グリーン・グリーン・グラス・オブ・ホーム?, Gurīn Gurīn Gurasu Obu Hōmu) gli permette di far ridurre le dimensioni di chi si avvicina a lui proporzionalmente alla distanza percorsa. Si fonderà poi con Pucci consentendogli di evolvere il suo stand. Nell'adattamento animato è doppiato da Ikue Ōtani.

#### Figli di Dio Brando
Tre dei figli di Dio Brando attratti in Florida dai poteri di Pucci. Questi concesse loro degli stand e li convinse ad aiutarlo nel suo piano. Giorno Giovanna, il figlio maggiore di Dio, era misteriosamente assente durante gli eventi della serie, ma viene fatto capire che fosse presente in Florida, allo stesso tempo, insieme ai i suoi fratellastri.
- Ungaro (ウンガロ?, Ungaro): prima di recarsi in Florida (attratto dalla "forza gravitazionale" di Pucci), Ungaro era un tossicodipendente che ha vissuto una vita di disperazione, non ancora a conoscenza del suo potere. Dopo aver conosciuto Pucci, viene convinto da questi ad aiutarlo nel suo piano. Dopo la sconfitta del suo stand per mano di Weather e Annasui, Ungaro perde la sua volontà di vivere rendendosi conto che dovrà ritornare alla sua vita senza speranze. Il suo stand è Bohemian Rhapsody (ボヘミアン・ラプソディー?, Bohemian Rapusodī), che ha il potere di manifestare nel mondo reale le opere di fantasia. Se una persona riconosce una delle opere in questione parte della sua mente si separa inavvertitamente dal corpo assieme allo stand, lasciando entrambi vulnerabili. La vittima viene poi "trasformata" in un personaggio della storia e costretta a seguirne il destino. Nell'adattamento animato è doppiato da Takumi Yamazaki, in italiano è doppiato da Alessio Talamo.
- Rykiel (リキエル?, Rikieru): prima di incontrare Pucci e di ottenere uno stand, Rykiel soffriva di continui attacchi di panico, che gli fecero diminuire drasticamente la sua fiducia in se stesso. Dopo aver incontrato Pucci e ottenuto il suo stand, diventa immediatamente più sicuro, arrivando addirittura a presentarsi agli eroi credendo di poter facilmente sconfiggerli. Viene sconfitto dopo un duro scontro da Jolyne, Emporio e Hermès, che gli dà il colpo di grazia. Il suo stand Sky High (スカイ・ハイ?, Sukai Hai) controlla gli esseri criptidi conosciuti come rod, che risucchiano l'energia termica della vittima. Nell'adattamento animato è doppiato da Makoto Furukawa, in italiano è doppiato da Renato Novara.
- Donatello Versus (ドナテロ・ヴェルサス?, Donatero Verusasu): scappato di casa all'età di tredici anni, Donatello venne arrestato perché accusato ingiustamente di aver rubato le scarpe che il giocatore di baseball Ichirō Suzuki intendeva donare in beneficenza. Nonostante fosse stato scagionato, contrasse in prigione una grave malattia che lo portò vicino alla morte, fino a quando Pucci non lo prese sotto la sua ala. Unico dei figli di Dio Brando a non schierarsi con Pucci, essendo desideroso di raggiungere il Paradiso per se stesso, viene ucciso da Jolyne per errore, infatti a causa delle sue illusioni la ragazza credeva che fosse Pucci stesso. Il suo stand è Underworld (アンダー・ワールド?, Andā Wārudo), che trasporta le vittime negli eventi tragici del passato estratti dalla memoria storica del suolo. Nell'adattamento animato è doppiato da Takanori Hoshino, in italiano è doppiato da Alessandro Germano.

#### Altri antagonisti
- Guess (グェス?, Gwesu) è una detenuta del carcere di Green Dolphin Street e la prima avversaria affrontata da Jolyne. Dopo essere stata sconfitta, assumerà un atteggiamento molto servile nei confronti di Jolyne. Il suo stand è Goo Goo Dolls (グーグー・ドールズ?, Gūgū Dōruzu), che rimpicciolisce la vittima e la attacca automaticamente se infrange i divieti che le impone. Nell'adattamento animato è doppiata da Momoko Taneichi, in italiano è doppiata da Vanessa Lonardelli.
- Johngalli A (ジョンガリ・A?, Jongari Ē) è un ex seguace di Dio Brando che vuole vendicarsi sulla stirpe dei Joestar, inquadrando Jolyne e sperando di ucciderla in prigione. È un ex soldato condannato a sette anni di carcere per omicidio. Dopo essere stato sconfitto viene ucciso da Whitesnake. Il suo stand, Manhattan Transfer (マンハッタン・トランスファー?, Manhattan Toransufā), è uno stand piccolo e leggerissimo che analizza con precisione estrema le correnti d'aria, e permette inoltre di correggere la traiettoria dei proiettili sparati da Johngalli. Nell'adattamento animato è doppiato da Satoshi Hino in giapponese e da Ruggero Andreozzi in italiano[1].
- Thunder McQueen (サンダー・マックイイーン?, Sandā Makkuiīn) è un detenuto con manie suicide che lavora come bidello nel carcere di Green Street Dolphin. È stato imprigionato per aver ucciso una donna, atto che lui sostiene essere un incidente. Viene sconfitto da Hermès. Il suo stand Highway to Hell (ハイウェイ・トゥ・ヘル?, Haiwei Tu Heru) costringe la vittima a subire tutto ciò che viene inflitto - o autoinflitto - al portatore. Nell'adattamento animato è doppiato da Toru Nara, in italiano è doppiato da Gabriele Donolato.
- Miraschon (ミラション?, Mirashon) è una prigioniera appassionata di scommesse, che si scontra con Jolyne, Ermes e Foo Fighters nel tentativo di recuperare il disco contenente lo stand di Jotaro. Viene sconfitta da Jolyne. Il suo stand è Marilyn Manson (マリリン・マンソン?, Maririn Manson), detto "l'esattore": se la vittima perde una scommessa il suo debito viene immediatamente riscosso da Marilyn Manson, sotto forma di proprietà o perfino degli organi della vittima. Nell'adattamento animato è doppiata da Yui Kondo, in italiano è doppiata da Chiara Leoncini[1].
- Lang Wrangler (ラング・ラングラー?, Rangu Rangurā) è un detenuto calcolatore che indossa abiti ridicoli, in carcere per sequestro e omicidio (ha accoltellato una professoressa sessantanove volte). Viene sconfitto da Jolyne e Weather Report mentre tenta di recuperare il disco contenente lo stand di Jotaro. Il suo stand è Jumpin' Jack Flash (ジャンピン・ジャック・フラッシュ?, Janpin Jakku Furasshu): ciò che viene colpito diventa immune alla gravità. L'effetto può essere esteso anche a ciò che la vittima tocca. Nell'adattamento animato è doppiato da Chikahiro Kobayashi, in italiano è doppiato da Paolo Carenzo[1].
- Sports Maxx (スポーツ・マックス?, Supōtsu Makkusu) è un criminale condannato a cinque anni di carcere per evasione fiscale e aggressione. Lavorando come rivenditore di auto, maschera così la sua reale attività di gangster. Hermès lo vuole morto per l'omicidio di sua sorella Gloria. Dopo essere stato ucciso da Hermès, egli usa il suo stand per rendersi uno zombie invisibile e vendicarsi. Grazie all'aiuto di Jolyne e Foo Fighters, Hermès sconfigge Sports Maxx. La sua capacità di far rivivere oggetti morti gli permette di rivivere l'osso di Dio su richiesta di Pucci. Il suo stand si chiama Limp Bizkit (リンプ・ビズキット?, Rinpu Bizukitto) e gli permette di riportare in vita i morti sotto forma di zombi invisibili, compreso se stesso. Nell'adattamento animato è doppiato da Tsuyoshi Koyama, in italiano è doppiato da Roberto Palermo.
- Viviano Westwood (ヴィヴァーノ・ウエストウッド?, Vivāno Uesutouddo) è una guardia del carcere di Green Dolphin Street e uno dei quattro portatori di stand inviati da Pucci per uccidere Jolyne nel braccio di isolamento. Attacca Jolyne quando cade sotto l'influenza dello stand Survivor. Viene sconfitto da Jolyne. Il suo stand è Planet Waves (プラネット・ウェイヴズ?, Puranetto Ueivuzu) e ha il potere di attirare meteore verso di lui, facendo in modo che si disintegrino prima di toccarlo, colpendo qualsiasi cosa si trovi in mezzo. Nell'adattamento animato è doppiato da Yasuhiro Mamiya, in italiano è doppiato da Alessandro Fattori.
- Kenzo (ケンゾー?, Kenzō) è un anziano detenuto del carcere di Green Dolphin Street. In gioventù, era il leader di un culto molto popolare che comprendeva star di Hollywood e di altri personaggi famosi. A un certo punto, lui e trentaquattro membri del suo culto si sono bruciati vivi, tuttavia solo Kenzo è sopravvissuto. Divenuto un assassino privato, viene incaricato insieme D and G di assassinare Jolyne nel braccio di isolamento. Combatte contro Foo Fighters, che lo mette in difficoltà sfruttando la sua fisiologia biologica unica, e viene sconfitto da Annasui e Jolyne. Il suo stand è Dragon's Dream (ドラゴンズ・ドリーム?, Doragonzu Dorīmu) e si tratta di uno stand imparziale che da a chi lo tocca consigli e pronostici basati sul feng shui, che si realizzano senza possibilità d'errore. Nell'adattamento animato Kenzo è doppiato da Mugihito e Dragon's Dream è doppiato da Chō, in italiano Kenzo è doppiato da Giorgio Bonino e Dragon's Dream è doppiato da Corrado Tedeschi.
- Guccio (グッチョ?, Gutcho) è un detenuto condannato a cinque anni di carcere per stupro e furto. Riceve il suo stand da Pucci, e su richiesta di quest'ultimo usa i suoi poteri per far combattere tutti quelli presenti nel reparto di alta sicurezza. Dopo essere stato scoperto, inizia a supplicare Annasui, Jolyne e Foo Fighters affinché lo aiutino a scappare dopo che tutti gli altri prigionieri sono annegati e trasformati in piante. Viene in seguito ucciso da Annasui. Il suo stand Survivor (サバイバー?, Sabaibā) genera un impulso nervoso che costringe le persone a combattere fino alla morte. Nell'adattamento animato è doppiato da Hiro Shimono, in italiano è doppiato da Simone Marzola.
- D and G (DアンG?, Dī An Jī) era un ufficiale di polizia che ha creduto nella profezia di Nostradamus della prossima fine del mondo nel 2000. A causa di questo, è andato in giro a sparare diverse persone all'inizio del nuovo millennio. Fu subito arrestato e messo in carcere per vent'anni. D and G è uno dei quattro portatori di stand incaricati di uccidere Jolyne nel braccio di isolamento. Viene ucciso da Foo Fighters. Il suo stand Yoyoma (ヨーヨーマッ?, Yō Yō Ma) è uno stand automatico indistruttibile. Aiuta il suo bersaglio e si comporta da sempliciotto per fargli abbassare la guardia, per poi attaccarlo con la sua saliva corrosiva in modo indiretto e discreto, per non venire scoperto finché non è troppo tardi. Nell'adattamento animato D and G è doppiato da Ryota Takeuchi e Yoyoma è doppiato da Kappei Yamaguchi, in italiano D and G è doppiato da Jona Mennite e Yoyoma è doppiato da Alessio Cerchi.
- Miuccia Muller (ミュッチャー・ミューラー?, Myutchā Myūrā), soprannominata Miu Miu (ミューミュー?, Myū Myū), è inizialmente introdotta come detenuta, ma viene poi svelata la sua identità di guardia infiltrata nella prigione per impedire a Jolyne di intralciare i piani di Pucci. Viene sconfitta da Jolyne e usata come ostaggio per permettere a lei e i suoi compagni di evadere. Il suo stand si chiama Jail House Lock (ジェイル・ハウス・ロック?, Jeiru Hausu Rokku): chi è sotto l'effetto di questo stand diventa in grado di ricordare solo le ultime tre nuove informazioni apprese, dimenticando via via quelle più vecchie. Nell'adattamento animato è doppiata da Yūko Kaida, in italiano è doppiata da Cristiana Rossi.

### Altri personaggi
- Jotaro Kujo (空条 承太郎?, Kujō Jōtarō) è il protagonista della terza serie nonché il padre di Jolyne, con cui ha un rapporto burrascoso essendo stato lontano da lei per non coinvolgerla nelle sue avventure. Per salvare sua figlia, Jotaro verrà inizialmente messo subito fuori gioco dallo Stand Whitesnake di Padre Enrico Pucci e la prima parte della serie verterà sui tentativi di Jolyne di salvare il padre, recuperando i dischi che contengono la sua memoria e i suoi poteri. Nell'adattamento animato è doppiato da Daisuke Ono in giapponese e da Mattia Bressan in italiano[1].
- Romeo Jisso (ロメオ･ジッソ?, Romeo Jisso) fidanzato di Jolyne, proveniente da una ricca famiglia. La loro relazione termina quando Jolyne scopre che Romeo l'ha lasciata in prigione per un omicidio che non ha commesso. Dopo la loro fuga dal carcere, Jolyne e i suoi compagni si recano presso la sua casa e dopo avergli rubato dei soldi e una macchina se ne vanno. Nonostante questo, contribuisce alla fuga del gruppo sviando la polizia. Nell'adattamento animato è doppiato da Gakuto Kajiwara in giapponese e da Manfredi Mo in italiano[1].
- Rocco Barocco (ロッコバロッコ?, Rokkobarokko) capo dei guardiani del carcere di Green Dolphin Street. Usa un burattino a forma di alligatore per comunicare con i detenuti e spiegare loro le regole del carcere. In italiano è doppiato da Marco Balbi[1].
- Atroe (エートロ?, Ētoro) in precedenza una detenuta maltrattata da tutti in carcere, dopo la sua morte il suo corpo viene usato come ospite da Foo Figthers. Nell'adattamento animato è doppiata da Mariya Ise, in italiano è doppiata da Alessia Bossari.
- Gloria Costello (グローリア・コステロ?, Gurōria Kosutero) sorella maggiore di Hermès, uccisa da Sport Max. Nell'adattamento animato è doppiata da Akeno Watanabe, in italiano è doppiata da Martina Tamburello.
- Perla Pucci (ペルラ・プッチ?, Perura Putchi) sorella di Enrico Pucci e di Wheater Report, si innamorò di quest'ultimo ignorando la sua vera identità. Credendolo morto, si suicidò. Nell'adattamento animato è doppiata da Lynn, in italiano è doppiata da Anna Charlotte Barbera.
- Annakiss (アナキス?, Anakisu) versione alternativa di Annasui, comparso nel finale della serie, è fidanzato con la versione alternativa di Jolyne, Irene.
- Irene (アイリン?, Airin) versione alternativa di Jolyne, comparsa nel finale della serie.

## Media

### Manga
La serie di Stone Ocean è stata pubblicata in capitoli a cadenza settimanale sulla rivista Weekly Shōnen Jump, per poi essere raccolta in diciassette tankōbon dal 1º maggio 2000 al 4 luglio 2003. Questa serie è l'ultima ad essere pubblicata su Shōnen Jump, in quanto a partire dalla serie successiva, Steel Ball Run, il manga è stato trasferito su Ultra Jump. In Italia è stato dato alle stampe da Star Comics in un formato con meno pagine di quelle originali, dall'albo numero 95 al numero 121 di Le bizzarre avventure di JoJo dal febbraio 2002 all'aprile 2004. Il manga è stato edito nuovamente in Italia dal giugno 2013 all'aprile 2014 in un formato bunkoban da undici volumi.